# Jos Molemans
Jos Molemans (Neerpelt, 17 december 1938 - Sint-Katelijne-Waver, 3 september 1994) was een Belgisch germanist, historicus, plaatsnaamkundige en dialectoloog. Hij ontwikkelde het Corpus Molemans-Thiry, een repertorium met Vlaamse toponymische documentatie over de periode 1925-1975 dat zijn naam draagt. Hij schreef talrijke plaatsnaamkundige werken over de gemeenten in de provincie Limburg.

## Leven en werk
Molemans volgde het middelbaar onderwijs aan het plaatselijke Sint-Hubertuscollege en studeerde in 1961 af als licentiaat in de Germaanse filologie aan de Katholieke Universiteit Leuven. Het was professor Henri Draye die hem aanzette om zich te specialiseren in de plaatsnaamkunde. Hij doctoreerde in 1972 met een thesis over de toponymie van de Noord-Limburgse gemeenten Neerpelt en Overpelt.
Hij begon zijn carrière in 1961 als leraar aan het Sint-Jan Berchmansinstituut te Zonhoven en bleef er lesgeven tot in 1970, toen hij werd aangesteld tot plaatsnaamkundig onderzoeker van het Nationaal Fonds voor Wetenschappelijk Onderzoek (NFWO), gedetacheerd aan de KUL tot 1973 en aan het Rijksarchief te Hasselt tot in 1977. Tijdens deze laatste periode schreef hij studies over de toponymie van 11 Limburgse gemeenten. In 1975 was hij een van de medeoprichters van de Vereniging voor Limburgse Dialect- en Naamkunde waarvan hij secretaris was tot in 1982.
Zijn voornaamste opdracht als navorser van het NFWO was de ontwikkeling van het Corpus Molemans-Thiry, waardoor ruim 250 plaatsnaamkundige studies over Vlaamse gemeenten (voornamelijk onuitgegeven licentiaatsverhandelingen) uit de periode 1925-1975 toegankelijk werd gemaakt. In 1979 was het repertorium klaar en het bevatte circa een half miljoen toponymische lemmata die verwezen naar de studies. Later volgde er nog een aanvulling voor de periode tot 1985.
Van 1977 tot 1986 was Molemans opnieuw actief in het onderwijs, namelijk als leraar aan de Provinciale Middelbare School en als docent aan het Provinciaal hoger Instituut voor Kunstonderwijs in Hasselt. In 1986 ging hij terug naar het Rijksarchief van Hasselt en publiceerde vanaf dan ook een aantal historische studies over het onderwijs in de 17de en 18de eeuw in de Limburgse gemeenten. Hij publiceerde in 1988 eveneens een Gids bij het historisch toponiemenonderzoek.
Vanaf 1992 was hij werkzaam aan het Instituut voor Naamkunde en Dialectologie te Leuven en was hij een van de redacteuren van het Woordenboek van de Limburgse Dialecten dat in voorbereiding was. Wegens zijn verslechterende gezondheid moest hij in september 1993 alle activiteiten staken. Hij stierf een jaar later op 55-jarige leeftijd. De aflevering van het woordenboek waaraan hij had gewerkt, verscheen net voor zijn dood.

## Prijzen
- Prijs voor Taalkunde van de Koninklijke Academie voor Nederlandse Taal- en Letterkunde (KANTL) (1973)
- Bormansprijs van het Veldeke-Leën-comité te Hasselt (1977)
- Prijs Ere-gouverneur Roppe van de Limburgse provincieraad (1981)
- Noordstarfonds-Dr. Jan Graulsprijs van de KANTL (1984)

## Publicaties (selectie)
Naast talloze artikels in tijdschriften publiceerde Molemans onder meer de volgende werken.
- Limburgse plaatsnamen. Deel 1: Kaulille, Leuven-Brussel, 1973
- Limburgse plaatsnamen. Deel 2: Kleine-Brogel, Leuven-Brussel, 1974
- Limburgse plaatsnamen. Deel 3: Neerglabbeek, Leuven-Brussel, 1974
- Limburgse plaatsnamen. Deel 4: Ellikom, Leuven-Brussel, 1975
- Toponymie van Neerpelt. Een socio-geografisch onderzoek, Leuven-Brussel, 1975
- (samen met E. PAULISSEN) Limburgse plaatsnamen. Deel 5: Niel-bij-As, Leuven-Brussel, 1975
- (samen met E. PAULISSEN) Toponymie van As, Leuven-Brussel, 1976
- Toponymie van Overpelt, Leuven-Brussel, 1976
- Toponymie van Sint-Huibrechts-Lille, Leuven-Brussel, 1976
- (samen met A. KLEUTGHEN) De Overpelter stam Berben, Overpelt, 1978
- Limburgse plaatsnamen. Deel 6: Wijchmaal, Leuven-Brussel, 1979
- (samen met H. E. M. MELOTTE) Noordbrabantse plaatsnamen, Eindhoven, 1979
- Limburgse plaatsnamen. Deel 7: Reppel, Leuven, 1981
- (samen met J. MERTENS) Toponymie van Zonhoven, Leuven, 1982
- Toponymie van Opglabbeek, Leuven, 1984
- Gids bij het historisch toponiemenonderzoek, Brussel, 1988
- Woordenboek van de Limburgse Dialecten, aflevering I.9 (Het Paard), Assen, 1994